# Imperiul Franc
Francia, mai târziu numită Imperiul franc (din latină: Imperium Francorum), Regatul francilor (din latină: Regnum Francorum), a fost teritoriul locuit și condus de către franci din secolul al III-lea în secolul al X-lea. Datorită campaniilor conduse de Charles Martel, Pepin cel Scurt, Carol cel Mare (tată, fiu, nepot) cea mai mare expansiune a imperiului franc a avut loc la începutul secolului al IX-lea.